# Mo-Do
Mo-Do war ein italienisches Musikprojekt um den Sänger und Performer Fabio Frittelli (* 24. Juli 1966 in Monfalcone, Provinz Gorizia; † 6. Februar 2013 in Udine). Die Stilrichtung Mo-Dos lässt sich am ehesten als Eurodance bezeichnen.

## Geschichte
Mo-Do war ein Eurodance-Projekt, für das Fabio Frittelli als Sänger gecastet wurde. Frittellis Mutter Silvana war österreichische Lehrerin, sein Vater Graziano Übersetzer, er hatte noch zwei Schwestern. Er war zunächst Leader der Hard-Rock-Band Blue the King, dann Bassist in einer Gruppe namens Validi Alibi. Außerdem arbeitete er als Model für Dolce & Gabbana, JP Gaultier, Armani und Kenzo. Gemeinsam mit dem Produzenten Claudio Zennaro entstand das Projekt Mo-Do, dessen Name sich aus den jeweils ersten beiden Buchstaben der Geburtsstadt Frittellis, Monfalcone, und seinem Geburtstag Domenica (italienisch für Sonntag) zusammensetzt. Bei Auftritten wurde Frittelli durch die beiden Tänzerinnen Barbara Cusin und Manuela Cosanza unterstützt.
Der internationale Durchbruch gelang gleich mit der ersten, in Udine produzierten Single Eins, zwei, Polizei, deren Text an einen Kinderreim angelehnt und die von Falcos Der Kommissar und Trios Da da da inspiriert ist. Co-Produzenten waren Claudio Zennaro und Fulvio Zafret. Nachdem die Single im Mai 1994 zunächst Platz eins der italienischen Charts erreicht hatte, gelangte der Titel über die Clubs auch nach Österreich und Deutschland, wo er ebenfalls jeweils an die Spitze der Charts stieg.
Die Nachfolgesingle Super gut folgte einem ähnlichen Schema: eine simple Textzeile, über die ein schneller Dance-Rhythmus gelegt wird. Sie erreichte in Deutschland, Österreich und der Schweiz Platzierungen in den Charts. Mit weiteren Veröffentlichungen konnte Mo-Do nicht mehr an diese Erfolge anknüpfen. Im Jahr 2001 beendete Dancing Ferret und ZYX Music, Mo-Dos Vertragslabel, ihren Vertrag mit dem Projekt. 2003 war Frittelli Co-Writer und Produzent der Single Tanz mit den Roboten von Space 2999. Veröffentlicht wurde sie im Februar desselben Jahres. Als Musikproduzent zeichnete er außerdem für Gruppen wie F&F und 24 Monkeys verantwortlich. 1999 scheiterte ein Comeback-Versuch, 2008 veröffentlichte Mo-Do zusammen mit den deutschen Hands-up-DJs von Bangbros erstmals wieder eine neue Platte, eine Neuauflage ihres Hits Eins, zwei, Polizei.
Zuletzt war Frittelli Mitinhaber der Diskothek Mr. Charlie in Udine. Er sprach fließend Italienisch, Deutsch und Englisch. Am Nachmittag des 6. Februar 2013 starb er in seinem Haus in Udine. Die Polizei nahm als Todesursache Suizid an.

## Diskografie

### Alben
- 1994: Eins, zwei, Polizei (Kompilation)
- 1995: Was ist das?

### Singles
- 1994: Eins, zwei, Polizei
- 1994: Super gut
- 1995: Gema tanzen
- 1996: Sex Bump Twist
- 2000: Superdisco (Cyberdisco)
- 2008: Eins, zwei, Polizei (Limited Edition)
- 2008: Eins, zwei, Polizei Recall 08 (feat. Bangbros)[8]